# Estació de la Farinera
La Farinera va ser una estació de les línies T5 i T6 de la xarxa del Trambesòs situada sobre la plaça de les Glòries Catalanes, davant de la Torre Agbar, al districte de Sant Martí de Barcelona i es va inaugurar el 14 d'octubre de 2006 amb l'obertura de la T5 entre Glòries i Besòs. La T6 hi circula des del 20 de febrer de 2012.
El 9 de maig de 2024 l'estació fou clausurada definitivament degut a la posada en servei de la nova parada de Glòries ubicada al bell-mig de la Plaça de les Glòries Catalanes, davant del museu del Disseny.
| Trambesòs              |         |                       |                |                        |
| Procedència/Destinació | <       | Línia                 | >              | Procedència/Destinació |
| Glòries                | Glòries |                       | Can Jaumandreu | Gorg                   |
| Glòries                | Glòries | Estació de Sant Adrià | Can Jaumandreu |                        |